# Carlos, Duque de Calábria
Carlos Maria Afonso Marcelo (em espanhol: Carlos María Alfonso Marcelo de Borbón-Dos Sicilias y Borbón-Parma; Lausana, 16 de janeiro de 1938 - Retuerta del Bullaque, 5 de outubro de 2015), foi um Infante da Espanha e Duque de Calábria, filho do infante Afonso, Duque da Calábria, e de sua esposa, a princesa Alice de Parma.
O infante Carlos foi um dos demandantes ao título de Duque de Calábria, sendo que o outro requerente é o príncipe Carlos de Bourbon-Duas Sicílias, Duque de Castro. Ele é também um dos dois reclamantes da dignidade de Chefe da Casa Real das Duas Sicílias; o outro reclamante é o príncipe Carlos, Duque de Castro. 
Carlos foi feito Infante de Espanha pelo rei Juan Carlos I de Espanha, através do Decreto Real 2412 de 16 de dezembro de 1994. Se as renúncias pelas irmãs e tias do atual rei de Espanha continuam a ser válidas ao abrigo da actual constituição, Carlos é também próximo na linha de sucessão ao trono espanhol, depois dos filhos e dos netos de Juan Carlos. 
A sua família mudou-se para Espanha um ano após o seu nascimento. Em 1948 foi escolhido pelo infante João, Conde de Barcelona para entrar ao lado do então príncipe Juan Carlos, numa escola especial que o ditador Francisco Franco tinha preparado para o herdeiro da coroa. 
Carlos viveu em Madrid com a sua família. Ele possuia propriedades agrárias em Toledo e em Ciudad Real, bem como participações em importantes empresas como Repsol e a Telefónica. Ele foi o presidente do Conselho das Reais Ordens Militares de Santiago, Calatrava, Alcântara e Montesa. Ele também foi Grão-Mestre da Hispano-napolitana, sucursal do Sagrado Constantiniano, e da Ordem Militar de São Jorge.

## Casamento e descendência
Carlos casou com a princesa Ana de Orléans (nascida em 1938), em 1965, a filha de Henrique, Conde de Paris e da princesa Isabel de Orléans e Bragança. Eles reuniram-se em Atenas, em 1962, no casamento do rei João Carlos I de Espanha e da rainha Sofia de Espanha. Eles têm cinco filhos: 
- Cristina de Bourbon-Duas Sicílias (nascida em 1966 em Madrid), casou em 1994 na Ciudad Real com Pedro López-Quesada y Fernández Urrutia (1964-)
  - Victoria Lopez-Quesada y de Borbón-Dos Sicilias (1997-)
  - Pedro Lopez-Quesada y de Bórbon-Dos Sicilias (2003-)
- Maria de Bourbon-Duas Sicílias (nascida em 1967 em Madrid), casou em 1996 em Ciudad Real com Simão, Arquiduque da Áustria (nasceu em 1958), um neto de Carlos I da Áustria.
  - João, arquiduque da Áustria (1997)
  - Ludwig, arquiduque da Áustria (1998)
  - Isabelle, arquiduquesa da Áustria (2000)
  - Carlota, arquiduquesa da Áustria (2003)
  - Filipe, arquiduque da Áustria (2007)
- Pedro de Bourbon-Duas Sicílias, Duque de Calábria (nasceu em 1968, em Madrid), casado com Sofia Landaluce y Melgarejo (nasceu em 1973), neta materna do 5.º Duque de San Fernando de Quiroga Grande de Espanha de Primeira Classe, em 2001 na cidade de Madrid.
  - Jaime de Bourbon-Duas Sicílias, Duque de Noto e Capua (1993)
  - Juan de Bourbon-Duas Sicílias (2003)
  - Pablo de Bourbon-Duas Sicílias (2004)
- María Inés de Bourbon-Duas Sicílias (nascida em 1971 em Madrid), casou em 2001 em Toledo com o aristocrata napolitano Michele Carrelli Palombi dei Marchesi di Raiano (nascido em 1965)
  - Teresa Carrelli Palombi dei Marchesi di Raiano (2003)
  - Blanca Carrelli Palombi dei Marchesi di Raiano (2005)
- Victoria de Bourbon-Duas Sicílias (nascida em 1976 em Madrid), casado com o armador grego Markos Nomikos (nasceu em 1965), em 2003.
  - Anastasios Nomikos (2005)
  - Ana Nomikos (2006)

## Irmãs
Carlos tem duas irmãs: 
- Teresa de Bourbon-Duas Sicílias (nasceu em 1937), casada com Iñigo Moreno y de Arteaga, 12.º Marquês de Laula (nasceu em 1934), em 1961.
- Inés Maria de Bourbon-Duas Sicílias (nasceu em 1940), casado com Luis Morales y Aguado (1933-2000) em 1965, mas divorciaram-se em 1978.

## Títulos

Brasão de armas original do Príncipe Carlos, Príncipe das Duas Sicílias, Duque de Calabria

- Sua Alteza Real, o Príncipe Carlos de Bourbon-Duas Sicílias (1938-1964)
- Sua Alteza Real, o Príncipe Carlos de Bourbon-Duas Sicílias, Duque de Calabria (1964-1994)
- Sua Alteza Real, o Infante Carlos de Espanha, Príncipe das Duas Sicílias, Duque de Calabria (1994-2015)

O título oficial do príncipe Carlos foi: Sua Alteza Real Don Carlos Maria Alfonso Marcel de Borbón-Dos Sicilias y de Borbón-Parma, Infante de Espanha, Príncipe das Duas Sicílias, Duque de Calabria.